# I-dle
i-dle（アイドゥル、朝: 아이들）は、韓国の5人組ガールズグループ。CUBEエンターテインメント所属。韓国、タイ、中国、台湾出身の5人で構成されている。旧グループ名は、 (G)I-DLE（ジー・アイドゥル、朝: (여자)아이들、ヨジャ・アイドゥル）。
2018年5月2日、ミニアルバム『I am』でデビュー。公式ファンクラブ名は「Neverland」（ネバーランド、朝: 네버랜드）。

## 概要
CUBEエンターテインメントより4minute、CLC以来約3年ぶりのガールズグループである。メンバーは、韓国出身のソヨンとミヨン、中国出身のウギ、台湾出身のシュファ、タイ出身のミンニの5人で構成されている。
従来のグループ名「(G)I-DLE」の「G」は、「Girl（ガール）」を意味し、個性を持った少女たちが集まったグループであることを表していた。2025年には、その「G」を取り除いたことで、「i-dle」は「女性」や「ジェンダー」といった枠組みにとらわれず、性別にとらわれない存在としてのアイデンティティを再構築するとしている。また、強調や区別意味を持つ丸括弧「( )」排除することで、より自由で無限の可能性を持つグループとしての再出発を象徴している。
ファンダム名である「Neverland」は、ピーター・パンの中の想像の空間である「ネバーランド」が由来となっており、「アーティストがファンの中で共に生きるように、(G)I-DLEもネバーランドの中で永遠に(G)I-DLEとして生き、ファンと変わらずいつまでも長く一緒に進んで行く」という抱負が込められている。メンバーは「ネボボ（네버버）」と呼ばれる。
リーダーのソヨンは多くの楽曲の作詞・作曲・編曲を担当しており、2022年以降は総括プロデューサーも担当している。また、ミンニ、ウギも作詞・作曲に参加することが多く、複数の楽曲でクレジットされている。ミヨンは2024年発売のアルバム『2』収録曲「Vision」で初めて作詞に参加し、2025年発売のミニアルバム『We are』収録曲「Unstoppable」で作詞と作曲の両方を担当した。シュファは『We are』収録曲「If You Want」の作詞を担当した。『We are』はデビュー7年で初めて、メンバー全員が作詞と作曲どちらかにクレジットされている作品となった。

## 来歴

### デビュー前
ソヨンは、Mnet『PRODUCE 101』に出演したが、I.O.Iのメンバーには選ばれなかった（最終順位20位）。その後、Mnet『UNPRETTY RAP STAR 3』に出演し、ソロとして自作曲「Jelly」「Idle Song」をリリース。ミヨンは、2010年から2015年にかけてYGエンターテインメントの練習生だった。スジンは、DN Entertainmentの練習生で、2015年にデビューしたガールズグループ・VIVIDIVAのデビュー前のメンバーだったが、公式デビュー前に脱退。

### 2018年

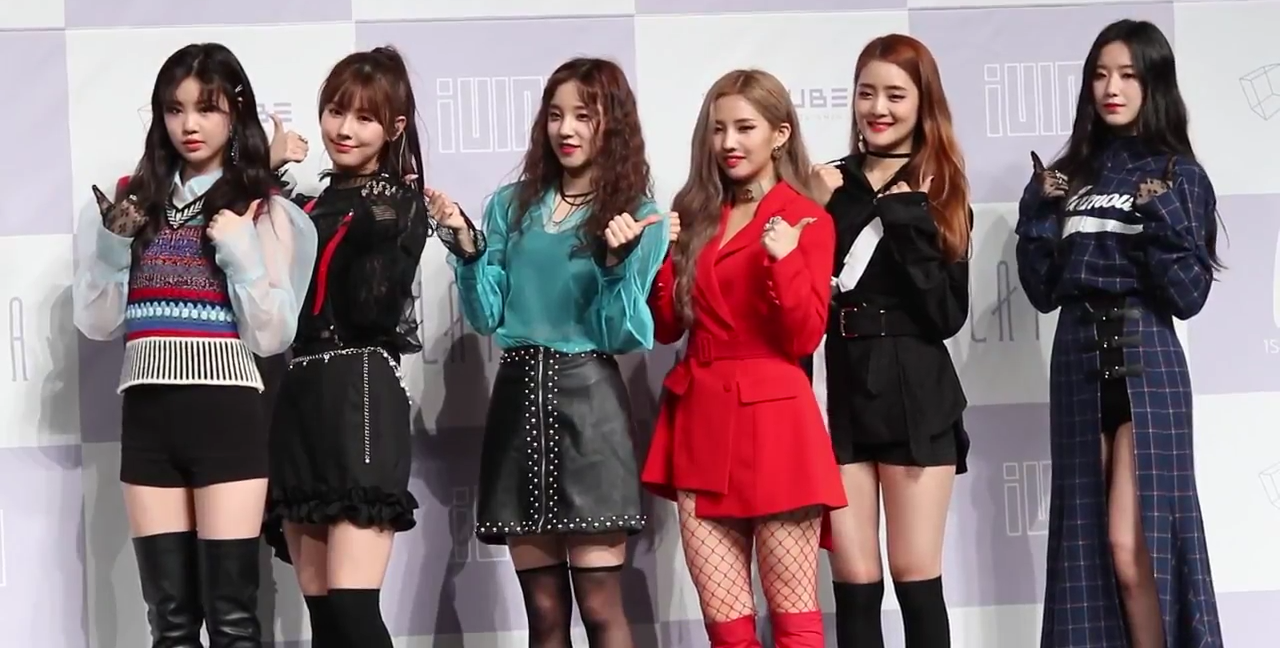
デビューショーケースにて（2018年5月2日）

- 3月22日、CUBEエンターテインメントが、CLC以来3年ぶりのガールズグループのデビューを発表[9]。
- 5月2日、1stミニアルバム『I am』でデビュー[10]。ソウル・ブルースクエアアイマーケットホールにてデビューショーケースを開催[11]。本アルバムでは、メンバーのソヨンが、タイトル曲「LATATA」をはじめとする楽曲の作詞・作曲・編曲に参加している。
- 5月22日、「LATATA」がSBS『THE SHOW』で1位を獲得[12]。デビューしてわずか20日での音楽番組1位獲得となった。5月24日には、Mnet『M COUNTDOWN』[13]、5月29日には、SBS『THE SHOW』でも1位を獲得し3冠を達成。
- 8月14日、1stデジタルシングル「HANN (Alone)」をリリースし[14][15]、音楽番組で3冠を達成。
- 10月29日、公式ファンクラブ名が「Neverland」（ネバーランド、네버랜드）であると発表された[4]。

### 2019年

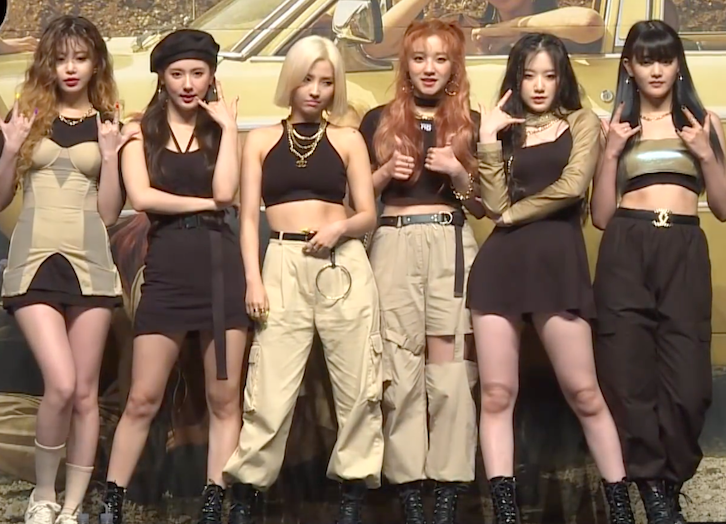
「Uh-Oh」ショーケースにて

- 2月26日、2ndミニアルバム『I made』をリリース[16][17]。本アルバムは、世界22カ国のiTunesのK-POPアルバムチャートで1位を獲得し、タイトル曲「Senorita」は、世界19F国で1位を獲得した[18]。
- 6月26日、2ndデジタルシングル「Uh-Oh」をリリース[19]。
- 7月23日、東京・マイナビBLITZ赤坂にて、日本デビューショーケースとなる「(G)I-DLE JAPAN DEBUT SHOWCASE」を開催した[20]。
- 7月31日、日本1stミニアルバム『LATATA』をリリースし、日本デビュー[21]。
- 10月25日、出演したMnetのカムバックバラエティ番組『QUEENDOM』のファイナルで披露した新曲「LION」をリリース[22]。11月4日には、ミュージックビデオも公開された[23]。

### 2020年

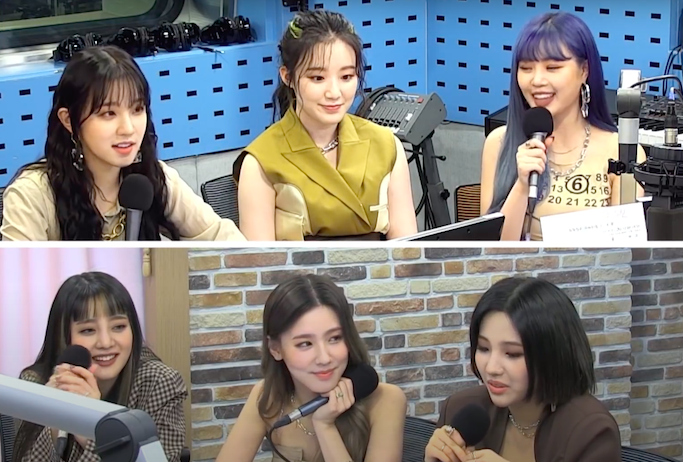
SBS Radioにて（2020年4月21日）

- 1月23日、グループ初となる、32都市を周るワールドツアー「2020 (G)I-DLE WORLD TOUR 'I-LAND : WHO AM I'」を開催することが発表された[24][25]。
- 2月13日、4月4日に行われる予定だった「2020 (G)I-DLE WORLD TOUR 'I-LAND : WHO AM I'」初日のバンコク公演が、新型コロナウイルスの影響により延期することを発表した[26]。2月28日には、新型コロナウイルスの影響により、初ワールドツアー「2020 (G)I-DLE WORLD TOUR 'I-LAND : WHO AM I'」全公演と3月中旬を予定していたニューアルバム発売を延期することを発表した[27]。
- 4月6日、3rdミニアルバム『I trust』をリリース[28][29][30]、世界58カ国のiTunesアルバムチャートで1位を獲得し、K-POPガールズグループの新記録を更新した[31]。タイトル曲「Oh my god」のミュージックビデオは、わずか18時間で1200万回再生を突破し[32]、公開から3ヶ月で1億回再生を突破した[33]。KBS2『ミュージックバンク』で初めて1位を達成し[34][35]、合計4冠を獲得した[36]。
- 4月9日、アメリカのレコード会社であるリパブリック・レコードとの契約を発表[37]。
- 5月15日、デビュー曲「LATATA」の英語バージョン「LATATA (English Ver.)」をデジタルシングルとしてリリース[38]。
- 6月5日、新型コロナウイルスの感染拡大により、初のワールドツアー「2020 (G)I-DLE WORLD TOUR 'I-LAND : WHO AM I'」がオンラインコンサートへ変更されることが発表された[39]。
- 7月5日、オンラインコンサート「2020 (G)I-DLE ONLINE CONCERT 'I-LAND：WHO AM I'」が開催された[40][41][42]。
- 7月7日、3rdデジタルシングル「i'M THE TREND」をリリース[43]。
- 8月3日、1stシングル「DUMDi DUMDi」をリリース[44][45][46][47]。41カ国のiTunesトップソングチャートで1位を獲得した[48]。また、ミュージックビデオは公開からわずか10時間で1000万回再生を突破した[49]。音楽番組で6冠を達成した。
- 8月26日、日本2ndミニアルバム『Oh my god』をリリース[50][51]。

### 2021年

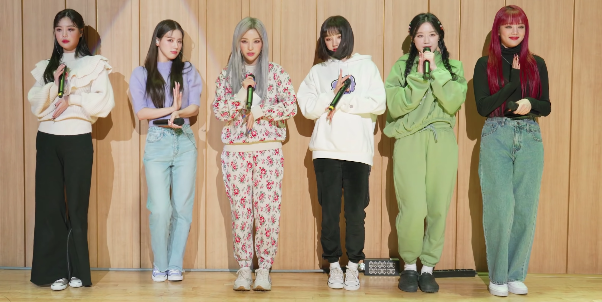
SBS Radioにて（2021年1月）

- 1月11日、4thミニアルバム『I burn』をリリース[52][53]。本アルバムは、世界51カ国のiTunesアルバムチャートで1位を獲得[54]。また、タイトル曲「火花 (HWAA)」のミュージックビデオは、公開から29時間で1000万回を突破し[55]、音楽番組で10冠を達成した[56]。
- 2月4日、メンバーのミヨンが、2月18日よりMnet『M COUNTDOWN』のMCに抜擢されることが発表[57]。

### 2022年

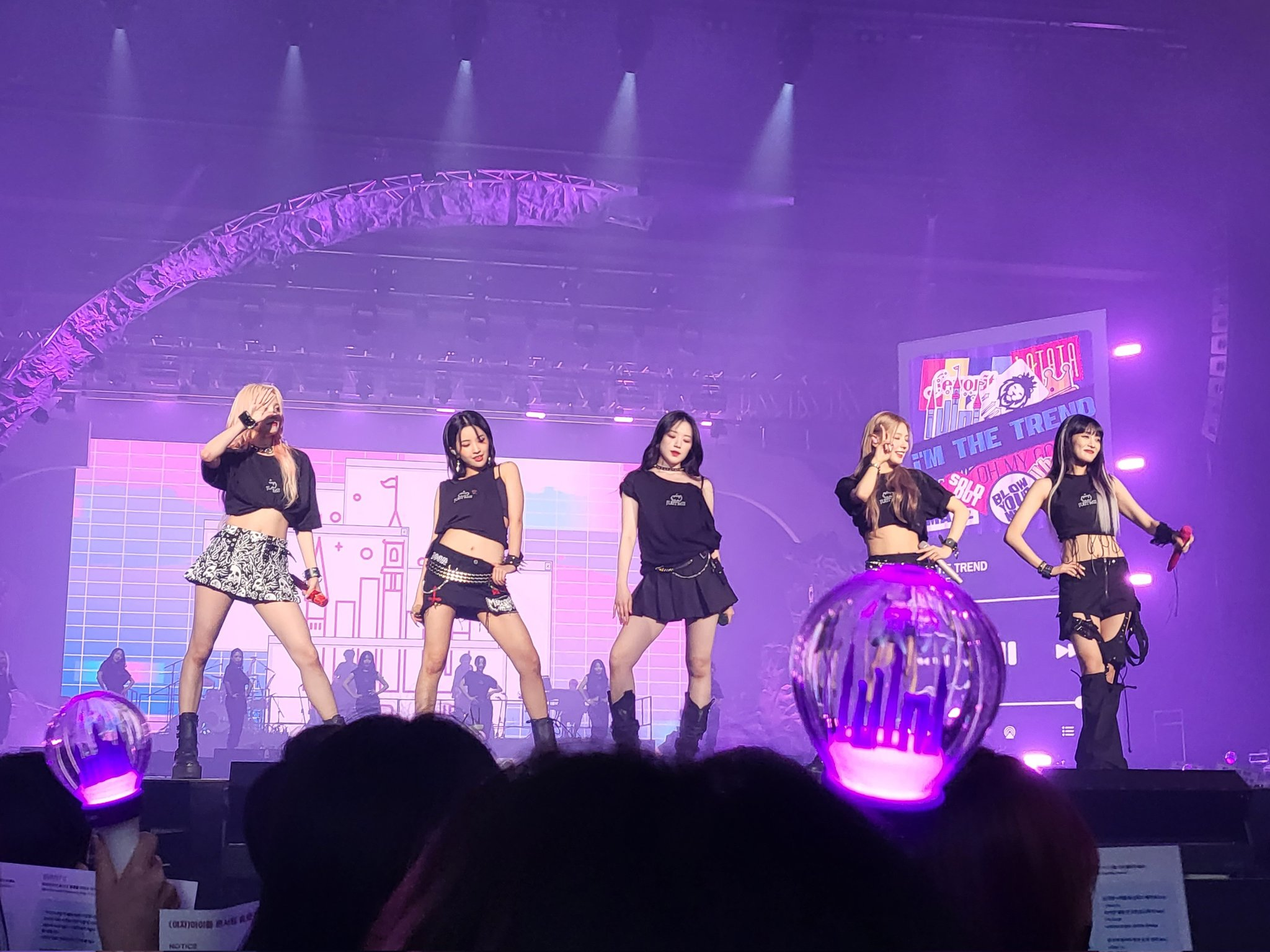
「2022 (G)I-DLE WORLD TOUR JUST ME I-DLE」ソウル公演にて（2022年6月17日）

- 3月14日、1stアルバム『I NEVER DIE』をリリース[58]。本アルバムは、世界24地域のiTunesトップアルバムチャートで1位を獲得た。タイトル曲「TOMBOY」のミュージックビデオは、公開から16時間で1000万回再生を突破した[59]。また、6月には、Spotifyでのアルバムストリーミング数が1億回を突破した[60]。
- 4月27日、メンバーのミヨンがアルバム『MY』をリリースし、ソロデビュー[61]。
- 6月17日より、グループ初の単独ワールドツアー「2022 (G)I-DLE WORLD TOUR JUST ME ( )I-DLE」をスタート[62]。
- 10月17日、5thミニアルバム『I love』をリリース。本アルバムは、世界40地域のiTunesアルバムチャートで1位を獲得し[63]、アメリカ・サンフランシスコのラジオ番組『99.7ステーション』では、タイトル曲「Nxde」が紹介された[64]。

### 2023年
- 5月15日、6thミニアルバム『I feel』をリリース。本アルバムは、初動販売枚数のキャリアハイと、タイトル曲「Queencard」が、韓国の大手音楽配信サイト5社全てで1位を獲得したことによるパーフェクトオールキルを達成した[65]。また、本楽曲は、音楽番組で13冠を達成した[66]。
- 6月17日、18日のソウル公演を皮切りに、ワールドツアー「2023 (G)I-DLE WORLD TOUR [I am FREE-TY]」をスタート。
- 7月14日、デジタルシングル『I DO』をリリース[67]。
- 10月5日、スペシャルアルバム『HEAT』をリリース。88risingとのコラボレーションアルバムであり、グループ初となる英語EPとなる本アルバムは[68]、ビルボード「Billboard 200」で25位にランクインした。

### 2024年
- 1月29日、2ndアルバム『2』をリリース。
- タイトル曲「Super Lady」は音楽番組で4冠を達成。
- 収録曲「Fate」が音楽チャートを逆走し、4アルバム連続のPAKを達成。音楽番組では2冠。
- 7月8日、ミニアルバム『I SWAY』をリリース。
- 8月3日、4日のソウル公演より「2024 (G)I-DLE WORLD TOUR [iDOL]」をスタート。
- 11月30日、韓国での音楽授賞式「MMA2024」の席で、現メンバー5人ともCUBEエンターテインメントと再契約を交わしたことを発表。12月2日、CUBEエンターテインメントからも正式発表された[69]。

### 2025年
- 3月29日、Kアリーナ横浜で開催されたテレビ朝日主催のグローバルミュージックフェスティバル『マイナビ presents The Performance 2025』にヘッドライナーとして出演。
- 3月31日、TBSテレビの朝の人気バラエティ番組 『ラヴィット!』にメンバー全員でサプライズ登場し、「Queencard」と「Fate」を披露した。番組MCを務めるお笑いコンビ・麒麟の川島明が、(G)I-DLEの熱烈なファンであり、2024年に(G)I-DLEの日本公演を観覧し、番組内でも(G)I-DLEのファンであることを公言していたことから、川島の『ラヴィット！』MC就任５年目突入をお祝いする形でブッキングが実現。これが日本での地上波テレビでの初の生出演となった[70][71]。
- 5月1日、公式SNSを通じて、「(G)I-DLE」から「i-dle」にグループ名を変更することが発表された[2]。
- 2025年10月3日にJAPAN 1st EP『i-dle』をリリースすることが発表された。

## メンバー
| 画像 | 名前                 | 本名                 | 本名          | 本名          | 本名             | 生年月日               | 出身地                                | ポジション                                                   | 本貫                   | 備考 |
| 画像 | 名前                 | 仮名                 | ハングル      | 漢字 タイ文字 | ローマ字         | 生年月日               | 出身地                                | ポジション                                                   | 本貫                   | 備考 |
| ---- | -------------------- | -------------------- | ------------- | ------------- | ---------------- | ---------------------- | ------------------------------------- | ------------------------------------------------------------ | ---------------------- | --- |
|      | ミヨン 미연 MIYEON   | チョ・ミヨン         | 조미연        | 曺薇娟        | Cho Miyeon       | 1997年1月31日（28歳）  | 韓国 仁川広域市西区                   | メインボーカル                                               | 昌寧曺氏               | - 元YGエンターテインメント練習生で、BLACKPINKの候補生だった。 |
|      | ミンニ 민니 MINNIE   | ニチャ・ヨンタララク | 니차 욘따라락 | ณิชา ยนตรรักษ์   | Nicha Yontararak | 1997年10月23日（27歳） | タイ バンコク                         | メインボーカル                                               | -                      | - 一部楽曲の作詞・作曲を担当している。 |
|      | ソヨン 소연 SOYEON   | チョン・ソヨン       | 전소연        | 田小娟        | Jeon Soyeon      | 1998年8月26日（26歳）  | 韓国 ソウル特別市江南区開浦洞         | リーダー センター メインラッパー メインダンサー サブボーカル | 潭陽田氏 耕隱派 29世孫 | - グループの統括プロデューサー。 - 多くの楽曲の作詞・作曲・編曲を行い、表題曲のほとんどを手掛けている。 - オーディション番組『PRODUCE 101』、『UNPRETTY RAP STAR 3』に出演。 |
|      | ウギ 우기 YUQI       | ソン・ユィーチー     | 쏭위치        | 宋雨琦        | Sòng Yǔqí        | 1999年9月23日（25歳）  | 中国 北京市                           | リードダンサー サブボーカル                                  | -                      | - 一部楽曲の作詞・作曲を担当している。 |
|      | シュファ 슈화 SHUHUA | イェー・シューホァー | 예슈화        | 葉舒華        | Yeh Shuhua       | 2000年1月6日（25歳）   | 台湾 桃園県楊梅鎮（現・桃園市楊梅区） | サブボーカル                                                 | -                      | - デビュー前、10cm「PET」のミュージックビデオに出演。 |

### 旧メンバー
| 画像 | 名前               | 本名       | 本名     | 本名   | 本名       | 生年月日             | 出身地            | ポジション                  | 本貫     | 備考 |
| 画像 | 名前               | 仮名       | ハングル | 漢字   | ローマ字   | 生年月日             | 出身地            | ポジション                  | 本貫     | 備考 |
| ---- | ------------------ | ---------- | -------- | ------ | ---------- | -------------------- | ----------------- | --------------------------- | -------- | --- |
|      | スジン 수진 SOOJIN | ソ・スジン | 서수진   | 徐穗珍 | Seo Soojin | 1998年3月9日（27歳） | 韓国 京畿道華城市 | メインダンサー サブボーカル | 達城徐氏 | - VIVIDIVAとしてデビュー予定だったが、デビュー直前で脱退。 - 2021年8月14日、校内暴力疑惑で脱退。 - 2023年11月8日にソロデビュー。 |

## 音楽性と評価

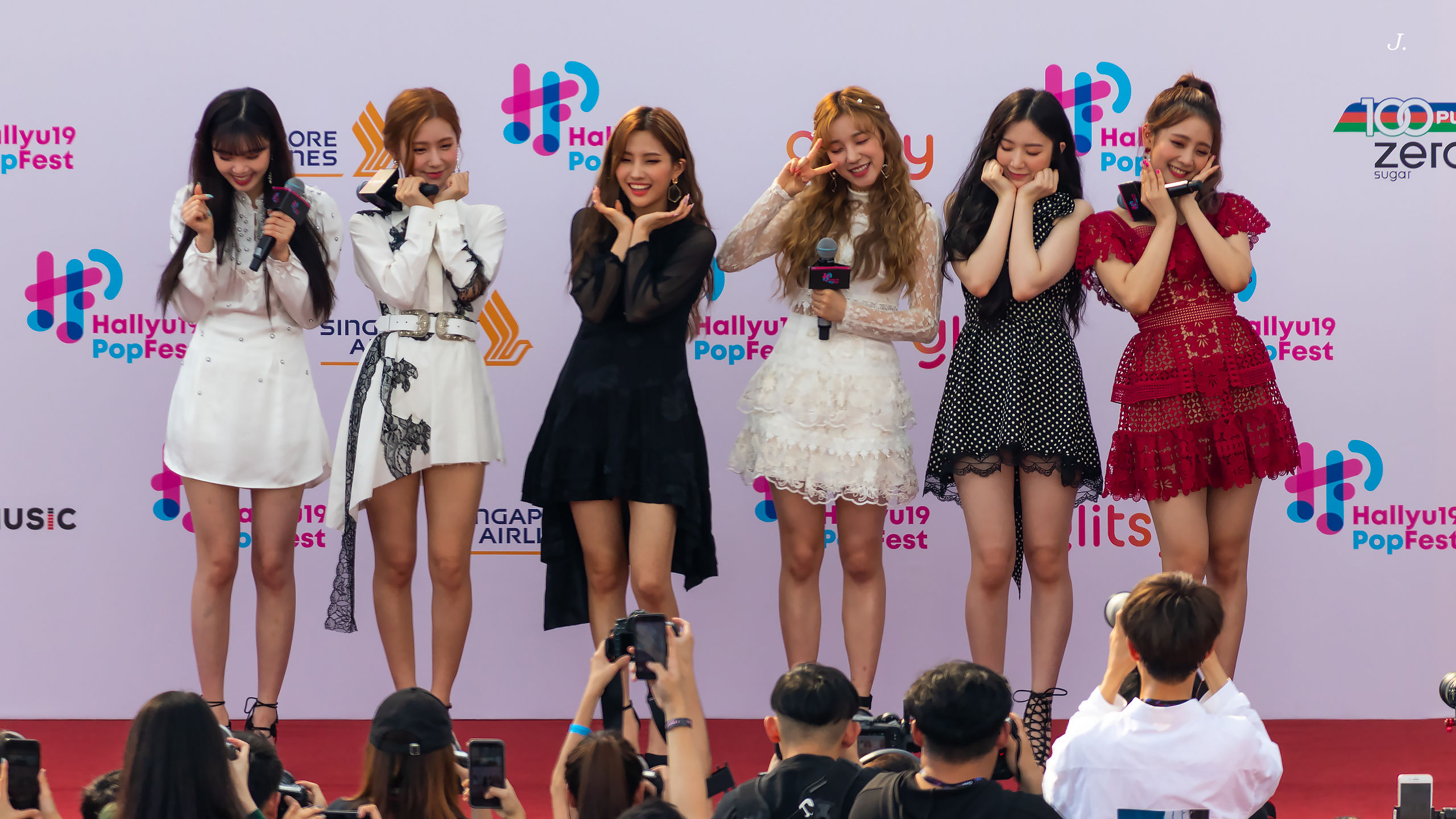
2019年の(G)I-DLE

アルバムコンセプトや楽曲制作など、リーダーのソヨンを中心にメンバー自身が手掛ける「セルフプロデュース」形式のグループで、様々な場面から得られたインスピレーションによって生まれたユニークなコンセプトが、数々な音楽業界や評論家から評価されている。
(G)I-DLEの作るコンセプトや音楽は、ガールクラッシュに近く、音楽評論家のキム・イルギョムは「(G)I-DLEは、2020年代の2NE1の様なものだ」と言及している。ガールクラッシュ感の代表曲としては「TOMBOY」がある。ただし、他の音楽コンセプトも消化し、ガールクラッシュもYGヒップホップスタイルとは違う音楽性を持っている。
音楽サービス・Melonでの「Oh My God」のリスナー層の7割が女性であったり、Dal★Shabetのパク・スビンや、STAYCのユン、Wonder Girls出身のユビンや、PIXYのローラなどといった、(G)I-DLEから影響を受けたアーティストのほとんどが女性であることから、女性から多くの評価を受けている。2020年・2022年のファンミーティングにおいても、女性ファンが多かったが、2023年のファンミーティングでは、男性ファンもかなり増加した。
(G)I-DLEは、デビュー当初からブランド性やマーケティングが評価されており、韓国企業評判研究所が2018年6月に発表した、ガールズグループブランド評判ランキングで1位を獲得したり、ビルボード「2018年最高の新人K-POPアイドル10選」に選定されるなどといった事が挙げられる。
また、2019年、Mnet『QUEENDOM』への出演以降、ガールズグループブランド評判ランキング1位へ再浮上するなどと更に認知度を上げていった。特に、番組終盤で行われた「LION」のパフォーマンスやローリングストーン・インディアが「女性が示す激しいリーダーシップ性、戦う者と逆境に争う者の本能を象徴する」と評価する音楽性は、CTVニュースやビルボードなどといった各メディア某体から多くの好評価を得ている。
(G)I-DLEは、所属事務所である「CUBEエンターテインメント」の業績にも影響を及ぼしており、2020年の新型コロナウイルスのパンデミック中にリリースされた『I trust』のヒットによる36.67%の目標株価上昇、オンラインコンサートが全世界で約1万1000人に視聴された事、シングルが約9万枚の売上を記録したことなどによる、前年2Qより241%上昇の営業利益記録、2022年にリリースされた1stアルバム『I NEVER DIE』の大ヒットにおける事務所歴代最高業績の達成などが主に言える。
2021年、メンバー・スジンの脱退と、これに伴うグループ活動休止期により、約1年間それぞれ個人活動を行っていた。2022年、5人組でカムバックしたタイトル曲「TOMBOY」は大きくヒットし、以前より人気が上がった。
2020年代、第4世代ガールズグループが躍進する中で、(G)I-DLEはデビュー時期だけで見ると3.5世代が合うが（第3世代最後に見る場合もある）、第4世代グループと活発に競争しているため、ファンダムでも何世代グループと定義すべきか、若干の議論がある。
デビューアルバム『I am』は、初動売上が2,000枚だった反面、2023年にリリースした6thミニアルバム『I feel』は、初動売上が116万枚を達成し、ミリオンセラーを突破した。

## ディスコグラフィ

### 韓国

#### ミニアルバム
| No. | タイトル                  | 収録曲 | 順位 | 売上枚数  |
| --- | ------------------------- | --- | ---- | --------- |
| 1st | I am （2018年5月2日）     | 1. LATATA 2. 달라 ($$$) (DOLLAR) 3. MAZE 4. DON'T TEXT ME 5. 알고 싶어 (WHAT'S IN YOUR HOUSE) 6. 들어줘요 (HEAR ME) | 6位  | 30,538枚  |
| 2nd | I made （2019年2月26日）  | 1. Senorita 2. What's Your Name 3. 싫다고 말해 (Put It Straight) 4. 주세요 (Give Me Your) 5. Blow Your Mind         | 2位  | 30,534枚  |
| 3rd | I trust （2020年4月6日）  | 1. Oh my god 2. 사랑해 (Luv U) 3. Maybe 4. LION 5. Oh my god (English Ver.)                                         | 1位  | 147,620枚 |
| 4th | I burn （2021年1月11日）  | 1. 한(寒) (HANN (Alone in winter)) 2. 화(火花) (HWAA) 3. MOON 4. Where is love 5. LOST 6. DAHLIA                    | 3位  | 159,268枚 |
| 5th | I love （2022年10月17日） | 1. Nxde 2. LOVE 3. Change 4. Reset 5. 조각품 (Sculpture) 6. DARK (X-file)                                           | 1位  | 637,090枚 |
| 6th | I feel (2023年5月15日)    | 1. 퀸카 (Queencard) 2. Allergy 3. Lucid 4. All Night 5. Paradise 6. 어린 어른 (Peter Pan)                           | 1位  | 767,954枚 |
| 7th | I SWAY （2024年7月8日）   | 1. 클락션 (Klaxon) 2. Last Forever 3. Bloom 4. Neverland                                                            | 2位  | 604,824枚 |
| 8th | We are （2025年5月18日）  | 1. Good Thing 2. Girlfriend 3. Love Tease 4. Chain 5. Unstoppable 6. 그래도 돼요 (If You Want)                      |      |           |

#### フルアルバム
| No. | タイトル                      | 収録曲 | 順位 | 売上枚数  |
| --- | ----------------------------- | --- | ---- | --------- |
| 1st | I NEVER DIE （2022年3月14日） | 1. TOMBOY 2. 말리지 마 (Never Stop Me) 3. VILLAIN DIES 4. ALREADY 5. POLAROID 6. ESCAPE 7. LIAR 8. MY BAG 9. TOMBOY (CD only) | 2位  | 193,000枚 |
| 2nd | 2 （2024年1月29日）           | 1. Super Lady 2. Revenge 3. Doll 4. Vision 5. 7Days 6. 나는 아픈 건 딱 질색이니까 (Fate) 7. Rollie 8. Wife                    | 1位  | 994,323枚 |

#### スペシャルアルバム
| No. | タイトル                      | 収録曲 | 順位 | 売上枚数 |
| --- | ----------------------------- | --- | ---- | -------- |
| 1st | HEAT （2023年9月8日）         | 1. I DO 2. I Want That 3. Eyes Roll 4. Flip It 5. Tall Trees |      |          |
| 2nd | We are i-dle （2025年5月2日） | 1. LATATA - i-dle ver. 2. HANN (Alone) - i-dle ver. 3. Senorita - i-dle ver. 4. Un-Oh - i-dle ver. 5. Oh my god - i-dle ver. 6. LION - i-dle ver. 7. i'M THE TREND - i-dle ver. 8. DUMDi DUMDi - i-dle ver. 9. HWAA - i-dle ver. |      |          |

#### シングル
| No. | タイトル                     | 収録曲                                     | 順位 | 売上枚数  |
| --- | ---------------------------- | ------------------------------------------ | ---- | --------- |
| 1st | DUMDi DUMDi （2020年8月3日） | 1. 덤디덤디 (DUMDi DUMDi) 2. i'M THE TREND | 2位  | 123,108枚 |

#### デシタルシングル
| No. | タイトル                              | 収録曲                                               | 順位 |
| --- | ------------------------------------- | ---------------------------------------------------- | ---- |
| 1st | 한(一)(HANN(Alone)) （2018年8月14日） | 1. 한(一)(HANN(Alone))                               | 8位  |
| 2nd | Uh-Oh （2019年6月26日）               | 1. Uh-Oh                                             | 31位 |
| 3rd | i'M THE TREND （2020年7月7日）        | 1. i'M THE TREND                                     | 96位 |
| 4th | 화(火花) （2021年1月27日）            | 1. HWAA (English Ver.) 2. HWAA(火/花) (Chinese Ver.) | -    |

| タイトル                                | 収録曲                   | 順位 |
| --------------------------------------- | ------------------------ | ---- |
| LATATA (English Ver.) （2020年5月15日） | 1. LATATA (English Ver.) | 22位 |
| I DO （2023年7月14日）                  | 1. I DO                  |      |

#### 参加作品
| タイトル                                                                   | 収録曲 | 備考 |
| -------------------------------------------------------------------------- | --- | --- |
| United Cube - ONE （2018年6月17日）                                        | 1. Upgrade 2. Mermaid 3. 한걸을 (Follow Your Dreams) 4. Young & One | UpgradeとYoung & Wildは全員参加 Mermaidはソヨンが参加 한걸을 (Follow Your Dreams)はミヨン、ミンニ、スジン、ウギ、シュファが参加                               |
| POP/STARS （2018年11月3日）                                                | 1. POP/STARS | メンバーのミヨンとソヨンが参加。オンラインゲームLeague of Legendsのバーチャルグループ「K/DA」としてリリース。                                                 |
| Her Private Life (Original Television Soundtrack), Pt. 1 （2019年4月11日） | 1. Help Me 2. Help Me (Instrumental) | メンバー全員参加。tvN水木ドラマ「그녀의 사생활 (彼女の私生活)」のOST。                                                                                        |
| Cart （2019年7月9日）                                                      | 1. Cart 2. Cart (Radio Edit.) | メンバーのミヨンがリズムパワーのヘンジュとのコラボ。 |
| EMPIRE (feat. MINNIE of (G)I-DLE) （2019年10月18日）                       | 1. EMPIRE (feat. MINNIE of (G)I-DLE) 2. EMPIRE (feat. MINNIE of (G)I-DLE) [English Version] 3. EMPIRE (feat. MINNIE of (G)I-DLE) [Korean Version] 4. EMPIRE (feat. MINNIE of (G)I-DLE) [Instrumental] | メンバーのミン二がオーストラリアのYoutuberのWengieとのコラボ。                                                                                                |
| Queendom <Box of Pandora>, Pt. 1 （2019年10月25日）                        | 1. 싫다고 말해 (Put It Straight) (Nightmare Version) ((G)I-DLE) 2. I Miss You (MAMAMOO) | 2ndミニアルバム「I MADE」に収録されている「싫다고 말해 (Put It Straight)」をMnet「Queendom」8話で披露したナイトメアバージョン                                 |
| Queendom <FINAL Comeback> （2019年10月25日）                               | 1. SORRY (AOA) 2. Moonlight (LOVELYZ) 3. Wanna Go Back (パク・ボム) 4. Guerilla (OH MY GIRL) 5. LION ((G)I-DLE) 6. Destiny (MAMAMOO)                                                                  | Mnetで放送された「Queendom」のファイナルで披露した新曲。 「LION」のミュージックビデオは、2019年11月4日に公開され、 3rdミニアルバム「I trust」にも収録された。 |
| DESSERT (feat. Loopy & SOYEON) （2020年7月22日）                           | 1. DESSERT (feat. Loopy & SOYEON) | メンバーのソヨンが少女時代のHYOのソロ曲にフィーチャリングとして参加。                                                                                         |
| THE BADDEST (feat. bea miller & League of Legends) （2020年8月28日）       | 1. THE BADDEST (feat. bea miller & League of Legends) | メンバーのミヨンとソヨンが参加。オンラインゲームLeague of Legendsのバーチャルグループ「K/DA」のPOP/STARS以来2年ぶりのシングル。                               |

#### OST
| 年     | タイトル | 備考                                          |
| ------ | -------- | --------------------------------------------- |
| 2018年 | Help Me  | tvN ドラマ「그녀의 사생활 (彼女の私生活)」OST |

### 日本

#### ミニアルバム
| No. | タイトル                    | 収録曲 | 順位 | 売上枚数 |
| --- | --------------------------- | --- | ---- | -------- |
| 1st | LATATA （2019年7月31日）    | 1. LATATA (Japanese ver.) 2. Light My Fire 3. MAZE (Japanese ver.) 4. For You 5. HANN (Japanese ver.) ※iTunesプリオーダーのみ         | 5位  | 8,229枚  |
| 2nd | Oh my god （2020年8月26日） | 1. Oh my god (Japanese ver.) 2. Uh-Oh (Japanese ver.) 3. Senorita (Japanese ver.) 4. Tung-Tung (Empty) 5. DUMDi DUMDi (Japanese ver.) | 23位 | 3,807枚  |

## 出演
※レギュラー出演のみ

### テレビ番組
- QUEENDOM（2019年8月29日 - 10月31日、Mnet）

### 単独リアリティ番組
- To NEVERLAND（2019年1月15日 - 2月19日、M2YouTubeチャンネル）[119]
- Never-ending NEVERLAND（2020年7月21日 - 8月11日、(G)I-DLE公式YouTubeチャンネル）[120]
- アイドルPickニック（2020年11月30日 - 12月7日、idol plus）
- (G)I-DLE以外取り扱い注意（2022年6月23日 - 7月21日、seezn・TVING）[121]
- (G)I-DLE以外取り扱い注意 シーズン2（2022年9月22日 - 10月27日、seezn・TVING）[122]

### 広告・広報
- ソウル特別市広報大使（2018年）[123]
- MEMEBOX kajabeauty（2019年）
- 韓国小児糖尿病協会広報大使（2019年）[124]
- AKIII CLASSIC（2020年）[125]
- lens-me（2020年）[126]
- LIPHOP（2020年）[127]
- LOTTE七星飲料 TAMS ZERO（2022年）[128]

## 公演

### コンサート・ファンミーティング
| 年     | 月日                | 公演名                                                                             | 会場             | 会場                                               |
| ------ | ------------------- | ---------------------------------------------------------------------------------- | ---------------- | -------------------------------------------------- |
| 2019年 | 9月22日             | WELCOME TO THE NEVERLAND                                                           | 大韓民国         | YES24ライブホール                                  |
| 2020年 | 7月5日              | 2020 (G)I-DLE ONLINE CONCERT 'I-LAND：WHO AM I'                                    | オンライン開催   | オンライン開催                                     |
| 2020年 | 11月8日             | (G)I-DLE OFFICIAL FAN CLUB NEVERLAND 2ND ONLINE FAN MEETING [GBC in the NEVERLAND] | オンライン開催   | オンライン開催                                     |
| 2022年 | 6月17日、18日、19日 | 2022 (G)I-DLE WORLD TOUR [JUST ME ( )I-DLE]                                        | 大韓民国         | オリンピックホール                                 |
| 2022年 | 7月22日             | 2022 (G)I-DLE WORLD TOUR [JUST ME ( )I-DLE]                                        | アメリカ合衆国   | ザ・ノーボ（ロサンゼルス）                         |
| 2022年 | 7月24日             | 2022 (G)I-DLE WORLD TOUR [JUST ME ( )I-DLE]                                        | アメリカ合衆国   | ザ・ワーフィールド（サンフランシスコ）             |
| 2022年 | 7月27日             | 2022 (G)I-DLE WORLD TOUR [JUST ME ( )I-DLE]                                        | アメリカ合衆国   | ザ・ショーボックス・シアター（シアトル）           |
| 2022年 | 7月30日             | 2022 (G)I-DLE WORLD TOUR [JUST ME ( )I-DLE]                                        | アメリカ合衆国   | ザ・ファクトリー・イン・ディープ・エルム（ダラス） |
| 2022年 | 8月1日              | 2022 (G)I-DLE WORLD TOUR [JUST ME ( )I-DLE]                                        | アメリカ合衆国   | ザ・ホビー・センター（ヒューストン）               |
| 2022年 | 8月3日              | 2022 (G)I-DLE WORLD TOUR [JUST ME ( )I-DLE]                                        | アメリカ合衆国   | ラディアス（シカゴ）                               |
| 2022年 | 8月5日              | 2022 (G)I-DLE WORLD TOUR [JUST ME ( )I-DLE]                                        | アメリカ合衆国   | ターミナル5（ニューヨーク）                        |
| 2022年 | 8月7日              | 2022 (G)I-DLE WORLD TOUR [JUST ME ( )I-DLE]                                        | アメリカ合衆国   | コブ・エナジー・センター（アトランタ）             |
| 2022年 | 8月10日             | 2022 (G)I-DLE WORLD TOUR [JUST ME ( )I-DLE]                                        | チリ             | カウポリカン・シアター                             |
| 2022年 | 8月12日             | 2022 (G)I-DLE WORLD TOUR [JUST ME ( )I-DLE]                                        | メキシコ         | オーディトリオ・ブラックベリー（メキシコシティ）   |
| 2022年 | 8月14日             | 2022 (G)I-DLE WORLD TOUR [JUST ME ( )I-DLE]                                        | メキシコ         | ショーセンター・コンプレックス（モンテレイ）       |
| 2022年 | 8月20日             | 2022 (G)I-DLE WORLD TOUR [JUST ME ( )I-DLE]                                        | タイ             | サンダードーム・スタジアム                         |
| 2022年 | 8月27日             | 2022 (G)I-DLE WORLD TOUR [JUST ME ( )I-DLE]                                        | インドネシア     | ザ・カサブランカ・ホール                           |
| 2022年 | 9月9日              | 2022 (G)I-DLE WORLD TOUR [JUST ME ( )I-DLE]                                        | マレーシア       | ジェフ・クアラルンプール                           |
| 2022年 | 9月11日             | 2022 (G)I-DLE WORLD TOUR [JUST ME ( )I-DLE]                                        | フィリピン       | ニュー・フロンティア・シアター                     |
| 2022年 | 9月16日             | 2022 (G)I-DLE WORLD TOUR [JUST ME ( )I-DLE]                                        | 日本             | 豊洲PIT                                            |
| 2022年 | 9月17日             | 2022 (G)I-DLE WORLD TOUR [JUST ME ( )I-DLE]                                        | 日本             | 豊洲PIT                                            |
| 2022年 | 10月1日             | 2022 (G)I-DLE WORLD TOUR [JUST ME ( )I-DLE]                                        | シンガポール     | ザ・スター・シアター                               |
| 2022年 | 12月31日            | For NEVERLAND                                                                      | VR（PICO VIDEO） | VR（PICO VIDEO）                                   |
| 2023年 | 1月28日、1月29日    | (G)I-DLE OFFICIAL FAN CLUB NEVERLAND 3RDFAN MEETING [幸運の手紙]                   | 大韓民国         | SKオリンピックハンドボール競技場                   |
| 2023年 | 6月17日、6月18日    | 2023 (G)I-DLE WORLD TOUR [I am FREE-TY]                                            | 大韓民国         | 蚕室室内体育館                                     |
| 2023年 | 7月1日、7月2日      | 2023 (G)I-DLE WORLD TOUR [I am FREE-TY]                                            | 台湾             | 台北ポップミュージックセンター                     |
| 2023年 | 7月15日             | 2023 (G)I-DLE WORLD TOUR [I am FREE-TY]                                            | タイ             | サンダードーム                                     |
| 2023年 | 7月22日、7月23日    | 2023 (G)I-DLE WORLD TOUR [I am FREE-TY]                                            | 香港             | アジア・ワールド・エキスポ                         |
| 2023年 | 8月4日              | 2023 (G)I-DLE WORLD TOUR [I am FREE-TY]                                            | アメリカ合衆国   | ビル・グラハム・シビック・オーディトリウム         |
| 2023年 | 8月6日              | 2023 (G)I-DLE WORLD TOUR [I am FREE-TY]                                            | アメリカ合衆国   | ピーコック・シアター                               |
| 2023年 | 8月9日              | 2023 (G)I-DLE WORLD TOUR [I am FREE-TY]                                            | アメリカ合衆国   | テキサス・トラスト・CUシアター                     |
| 2023年 | 8月13日             | 2023 (G)I-DLE WORLD TOUR [I am FREE-TY]                                            | アメリカ合衆国   | ザ・シアター・アットMSG                            |
| 2023年 | 8月15日             | 2023 (G)I-DLE WORLD TOUR [I am FREE-TY]                                            | アメリカ合衆国   | フォックス・シアター                               |
| 2023年 | 8月17日             | 2023 (G)I-DLE WORLD TOUR [I am FREE-TY]                                            | アメリカ合衆国   | ローズモント・シアター                             |
| 2023年 | 9月9日              | 2023 (G)I-DLE WORLD TOUR [I am FREE-TY]                                            | イギリス         | OVOアリーナ・ウェンブリー                          |
| 2023年 | 9月11日             | 2023 (G)I-DLE WORLD TOUR [I am FREE-TY]                                            | オランダ         | AFASライブ                                         |
| 2023年 | 9月13日             | 2023 (G)I-DLE WORLD TOUR [I am FREE-TY]                                            | フランス         | ラ・ゼニス・パリス                                 |
| 2023年 | 9月16日             | 2023 (G)I-DLE WORLD TOUR [I am FREE-TY]                                            | ベルギー         | フォレスト・ナショナル                             |
| 2023年 | 9月18日、9月19日    | 2023 (G)I-DLE WORLD TOUR [I am FREE-TY]                                            | ドイツ           | ベルティー・ミュージック・ホール                   |
| 2023年 | 9月27日、9月28日    | 2023 (G)I-DLE WORLD TOUR [I am FREE-TY]                                            | 日本             | 立川ステージガーデン                               |
| 2023年 | 10月14日            | 2023 (G)I-DLE WORLD TOUR [I am FREE-TY]                                            | マカオ           | ギャラクシーアリーナ                               |
| 2023年 | 10月29日            | 2023 (G)I-DLE WORLD TOUR [I am FREE-TY]                                            | シンガポール     |                                                    |
| 2025年 | 10月4日、10月5日    | i-dle first japan tour                                                             | 日本             | さいたまスーパーアリーナ                           |
| 2025年 | 10月18日、10月19日  | i-dle first japan tour                                                             | 日本             | GLION ARENA KOBE                                   |

### ショーケース
| 年     | 月日     | 都市           | 会場                               | 備考                                 |
| ------ | -------- | -------------- | ---------------------------------- | ------------------------------------ |
| 2018年 | 5月2日   | ソウル         | ブルースクエアアイマーケットホール | デビューミニアルバムショーケース     |
| 2019年 | 2月26日  | ソウル         | ブルースクエアアイマーケットホール | 2ndミニアルバムショーケース          |
| 2019年 | 6月26日  | ソウル         | ブルースクエアアイマーケットホール | 1stデジタルシングルショーケース      |
| 2019年 | 7月23日  | 東京           | マイナビBLITZ赤坂                  | 日本デビューミニアルバムショーケース |
| 2020年 | 4月6日   | オンライン開催 | オンライン開催                     | 3rdミニアルバムショーケース          |
| 2020年 | 8月3日   | オンライン開催 | オンライン開催                     | 1stシングルショーケース              |
| 2021年 | 1月11日  | オンライン開催 | オンライン開催                     | 4thミニアルバムショーケース          |
| 2022年 | 3月14日  | オンライン開催 | オンライン開催                     | 1stフルアルバムショーケース          |
| 2022年 | 10月17日 | ソウル         | CGV清潭シネシティ                  | 5thミニアルバムショーケース          |

## 受賞歴

### 授賞式
| 年度 | 授賞式                                  | 部門                                | 参考    |
| ---- | --------------------------------------- | ----------------------------------- | ------- |
| 2018 | ブランド賞                              | 新人女性アイドル賞                  | [ 131 ] |
| 2018 | MBC PLUS X genie music AWARDS           | 女性新人賞                          | [ 132 ] |
| 2018 | Asia Artist Awards                      | 新人賞                              | [ 133 ] |
| 2018 | Melon Music Awards                      | 女性新人賞                          | [ 134 ] |
| 2018 | Mnet Asian Music Awards                 | ベストオブネクスト賞                | [ 135 ] |
| 2018 | KOREA POPULAR MUSIC AWARDS              | 新人賞                              | [ 136 ] |
| 2019 | 第33回ゴールデンディスクアワード        | 新人賞                              | [ 137 ] |
| 2019 | 第8回ガオンチャートミュージックアワード | 今年の新人賞                        | [ 138 ] |
| 2019 | 第1回THE FACT MUSIC AWARDS              | Next Leader賞                       |         |
| 2019 | Asia Model Awards                       | 歌手新人賞                          |         |
| 2019 | Soribada Best K-Music Awards            | New Wave賞                          | [ 139 ] |
| 2019 | Asia Artist Awards                      | AAAグルーヴ賞                       | [ 140 ] |
| 2020 | 第34回ゴールデンディスクアワード        | ベストパフォーマンス賞              | [ 141 ] |
| 2020 | 第9回ガオンチャートミュージックアワード | 今年のワールドルーキー賞            | [ 142 ] |
| 2020 | 第34回日本ゴールデンディスク大賞        | ベスト3・ニューアーティスト(アジア) | [ 143 ] |
| 2020 | 第2回THE FACT MUSIC AWARDS              | 今年のダンスパフォーマー賞          | [ 144 ] |
| 2020 | Soribada Best K-Music Awards            | 新韓流パフォーマンス賞              |         |
| 2020 | Asia Artist Awards                      | Emotive賞                           | [ 145 ] |
| 2021 | 大韓民国ファーストブランド大賞          | 女性アイドル部門                    | [ 146 ] |
| 2021 | 第35回ゴールデンディスクアワード        | ベストパフォーマンス賞              | [ 147 ] |
| 2022 | 第49回韓国放送大賞                      | 最優秀歌手賞                        | [ 148 ] |
| 2022 | 第3回THE FACT MUSIC AWARDS              | 今年のアーティスト賞                | [ 149 ] |
| 2022 | 2022 Genie Music Awards                 | 女子グループ賞                      | [ 150 ] |
| 2022 | 2022 Genie Music Awards                 | ベストレコード                      | [ 150 ] |
| 2022 | Melon Music Awards 2022                 | 今年のTOP10                         | [ 151 ] |
| 2022 | Melon Music Awards 2022                 | 今年のミュージックビデオ賞          | [ 151 ] |
| 2022 | 2022 MAMA AWARDS                        | Favorite Female Group賞             | [ 152 ] |
| 2023 | 第37回GOLDEN DISC AWARDS                | デジタル音源本賞                    | [ 153 ] |
| 2023 | 第37回GOLDEN DISC AWARDS                | 最高人気歌手賞                      | [ 153 ] |
| 2023 | 2023 Visionary Awards                   | 2023 Visionary                      | [ 154 ] |
| 2023 | 第32回ソウル歌謡大賞                    | 本賞                                | [ 155 ] |
| 2023 | 第32回ソウル歌謡大賞                    | ベストパフォーマンス賞              | [ 155 ] |
| 2023 | ハントミュージックアワード 2022         | 今年のアーティスト本賞              | [ 156 ] |

音楽番組
| 年度   | 楽曲                              | 内容 |
| ------ | --------------------------------- | --- |
| 2018年 | LATATA                            | 計3冠 - 5月22日：SBS MTV「THE SHOW」 - 5月24日：Mnet「M COUNTDOWN」 - 5月29日：SBS MTV「THE SHOW」 |
| 2018年 | 한(一)(HANN(Alone))               | 計3冠 - 8月29日：MBC MUSIC「SHOW CHAMPION」 - 9月4日：SBS MTV「THE SHOW」 - 9月6日：Mnet「M COUNTDOWN」 |
| 2019年 | Senorita                          | 計1冠 - 3月6日：MBC MUSIC「SHOW CHAMPION」 |
| 2019年 | Uh-Oh                             | 計1冠 - 7月2日：SBS MTV「THE SHOW」 |
| 2020年 | Oh my god                         | 計4冠 - 4月16日：Mnet「M COUNTDOWN」 - 4月17日：KBS 2TV「ミュージックバンク」 - 4月18日：MBC「音楽中心」 - 4月19日：SBS「人気歌謡」 |
| 2020年 | 덤디덤디 (DUMDi DUMDi)            | 計6冠 - 8月12日：MBC MUSIC「SHOW CHAMPION」 - 8月13日：Mnet「M COUNTDOWN」 - 8月16日：SBS「人気歌謡」 - 8月19日：MBC MUSIC「SHOW CHAMPION」 - 8月20日：Mnet「M COUNTDOWN」 - 8月23日：SBS「人気歌謡」 |
| 2021年 | 화(火花)(HWAA)                    | 計10冠 - 1月20日：MBC MUSIC「SHOW CHAMPION」 - 1月21日：Mnet「M COUNTDOWN」 - 1月22日：KBS 2TV「ミュージックバンク」 - 1月23日：MBC「音楽中心」 - 1月24日：SBS「人気歌謡」 - 1月26日：SBS MTV「THE SHOW」 - 1月28日：Mnet「M COUNTDOWN」 - 1月30日：MBC「音楽中心」 - 1月31日：SBS「人気歌謡」 - 2月4日：Mnet「M COUNTDOWN」                                                                                      |
| 2022年 | TOMBOY                            | 計8冠 - 3月22日：SBS MTV「THE SHOW」 - 3月23日：MBC MUSIC「SHOW CHAMPION」 - 3月24日：Mnet「M COUNTDOWN」 - 3月26日：MBC「音楽中心」 - 3月27日：SBS「人気歌謡」 - 3月31日：Mnet「M COUNTDOWN」 - 4月3日：SBS「人気歌謡」 - 6月5日：SBS「人気歌謡」 |
| 2022年 | Nxde                              | 計11冠 - 10月25日：SBS MTV「THE SHOW」 - 10月26日 ：MBC MUSIC「SHOW CHAMPION」 - 10月27日 ：Mnet「M COUNTDOWN」 - 10月28日 ：KBS 2TV「ミュージックバンク」 - 10月29日：MBC「音楽中心」 - 11月6日：SBS「人気歌謡」 - 11月9日：MBC MUSIC「SHOW CHAMPION」 - 11月12日：MBC「音楽中心」 - 11月13日：SBS「人気歌謡」 - 11月19日：MBC「音楽中心」 - 11月20日：SBS「人気歌謡」                                           |
| 2023年 | 퀸카 (Queencard)                  | 計13冠 - 5月23日: SBS MTV「THE SHOW」 - 5月24日: MBC MUSIC「SHOW CHAMPION」 - 5月25日: Mnet「M COUNTDOWN」 - 5月26日: KBS 2TV「ミュージックバンク」 - 5月27日: MBC「音楽中心」 - 5月28日: SBS「人気歌謡」 - 6月3日：MBC「音楽中心」 - 6月4日：SBS「人気歌謡」 - 6月10日：MBC「音楽中心」 - 6月11日：SBS「人気歌謡」 - 6月24日：MBC「音楽中心」 - 7月1日：MBC「音楽中心」 - 7月14日: KBS 2TV「ミュージックバンク」 |
| 2024年 | Super Lady                        | 計4冠 - 2月7日：MBC MUSIC「SHOW CHAMPION」 - 2月8日：Mnet「M COUNTDOWN」 - 2月15日：Mnet「M COUNTDOWN」 - 2月22日：Mnet「M COUNTDOWN」 |
| 2024年 | 나는 아픈 건 딱 질색이니까 (Fate) | 計3冠 - 3月31日：SBS「人気歌謡」 - 4月7日：SBS「人気歌謡」 - 4月14日：SBS「人気歌謡」 |
| 2024年 | Klaxon                            | 計3冠 - 8月11日：SBS「人気歌謡」 - 8月18日：SBS「人気歌謡」 - 8月25日：SBS「人気歌謡」 |